# Acraea gorongozae
Acraea gorongozae är en fjärilsart som beskrevs av Van Son 1963. Acraea gorongozae ingår i släktet Acraea och familjen praktfjärilar. Inga underarter finns listade i Catalogue of Life.